# 深遊
深遊（みゆう）は日本の女性イラストレーター。

## 略歴
デビュー前は一般の読者投稿のコーナー等にイラストを投稿しており、雑誌『ザ・スニーカー』のイラストコンテストで侯爵の称号を獲得する実力派と言われ、同誌で2004年に募集された新人募集企画「第4回Pre-Pro」に応募した結果、大反響となり『円環少女』のイラスト担当としてプロデビューする。

## 作風
- おもにライトノベルの挿絵やアンソロジーコミックスの表紙イラストなどを担当。
- 大きな目と細部までこだわった服装や背景が特徴的。また2頭身、3頭身程度のデフォルメイラストも描く（ぷに絵）。色はおもにコピック。完全なアナログ派である。
- ゲーム『テイルズ オブ シリーズ』のファン。ホームページに自身の描いたテイルズオブシリーズのイラストや漫画を掲載している。

## 作品

### ライトノベル
- 円環少女（長谷敏司著、角川スニーカー文庫）
- 鋼殻のレギオス[1]（雨木シュウスケ著、富士見ファンタジア文庫）
- レジェンド・オブ・レギオス（雨木シュウスケ著、Style-F）
- クライム・ハウンド（柊ハルヤ著、スーパーダッシュ文庫）
- 光降る精霊の森（藤原瑞記 著、C★NOVELSファンタジア）
- 刻印の魔女（藤原瑞記 著、C★NOVELSファンタジア）
- 災獣たちの楽土（尾白未果 著、C★NOVELSファンタジア）
- グランクレスト戦記[2]（水野良著、富士見ファンタジア文庫）
- 東京非常事態　MMORPG化した世界で、なんで俺だけカードゲームですか？（相川みかげ著、レジェンドノベルス）
- 竜神めおと絵巻 〜花の御所に嫁陰陽師まいりけり〜（小野上明夜著、富士見L文庫）
- 虚ろなるレガリア（三雲岳斗著、電撃文庫）
- 俺の召喚獣、死んでる（楽山著、富士見ファンタジア文庫）

### ゲーム
- アンチェインブレイズ レクス（ベルーダ）
- ファイアーエムブレム ヒーローズ（一部キャラクターデザイン）

### 漫画
- 鋼殻のレギオス（雨木シュウスケ原作、角川コミックス ドラゴンJr.）
- グランクレスト戦記どろっぷあうと（水野良原作、ドラゴンコミックスエイジ）

### 画集
- 鋼殻のレギオス画集 -Miyuu Art Works-（富士見書房刊）

### その他
- グランクレスト・リプレイ ライブシリーズ ライブ・ファンタジア（矢野俊策 著、富士見ドラゴンブック） - プレイヤー役（カタリナ・ファーガルト）